# Oplurus cyclurus
Espèce
Synonymes
- Uromastyx cyclurus Merrem, 1820
- Oplurus maximiliani Duméril & Bibron, 1837

Statut de conservation UICN

 LC  : Préoccupation mineure
Oplurus cyclurus est une espèce de sauriens de la famille des Opluridae.

## Répartition
Cette espèce est endémique de Madagascar et se rencontre dans le Sud-Ouest de cette île.

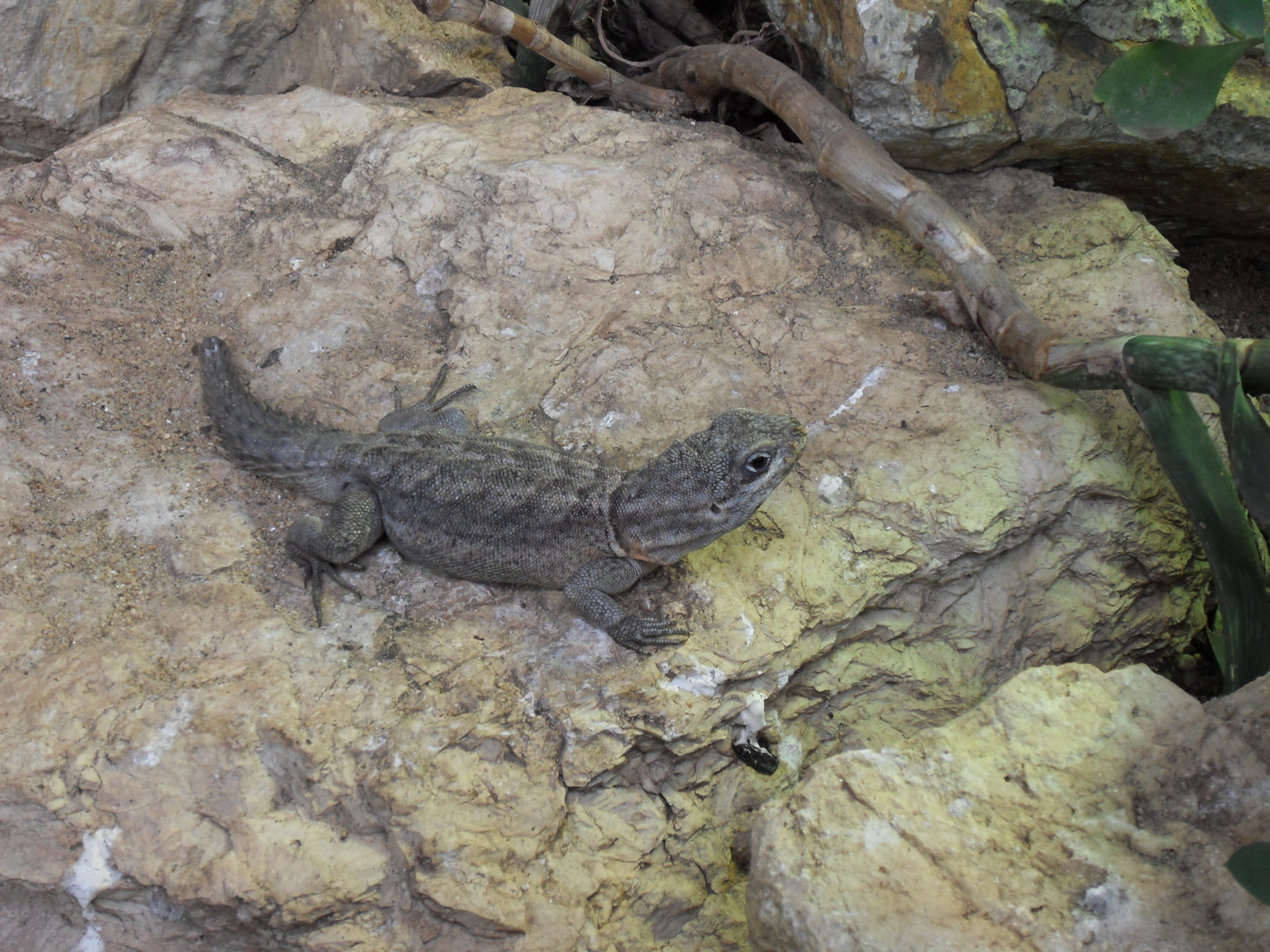

## Publication originale
- Merrem, 1820 : Versuch eines Systems der Amphibien I (Tentamen Systematis Amphibiorum). J. C. Krieger, Marburg, p. 1-191 (texte intégral).